# Élections législatives de 1981 en Saône-et-Loire
Les élections législatives françaises de 1981 en Saône-et-Loire se déroulent les 14 et 21 juin 1981.

## Élus
| Circonscription | Député sortant  | Parti | Parti | Député élu ou réélu | Parti | Parti |
| --------------- | --------------- | ----- | ----- | ------------------- | ----- | ----- |
| 1re             | Philippe Malaud |       | CNIP  | Jean-Pierre Worms   |       | PS    |
| 2e              | Paul Duraffour  |       | MRG   | Paul Duraffour      |       | MRG   |
| 3e              | André Billardon |       | PS    | André Billardon     |       | PS    |
| 4e              | André Jarrot    |       | RPR   | André Lotte         |       | PS    |
| 5e              | Pierre Joxe     |       | PS    | Pierre Joxe         |       | PS    |

## Positionnement des partis
Le Parti socialiste et le Parti communiste français, sous l'appellation « majorité d'union de la gauche », se présentent dans les cinq circonscriptions du département. Les socialistes soutiennent Jean-Pierre Worms, le député sortant et président du conseil général André Billardon, André Lotte et Pierre Joxe, ministre de l'Industrie et président du conseil régional de Bourgogne, tandis que les communistes présentent Maurice Perdrix, Hubert Louis, Robert Lescure, André Faivre et Marcel Bossu. Quant au Mouvement des radicaux de gauche, son candidat et député sortant Paul Duraffour (2e, Charolles) est soutenu par le PS.
La majorité sortante, réunie dans l'Union pour la nouvelle majorité (UNM), se présente elle aussi dans l'ensemble des circonscriptions et soutient notamment Philippe Malaud (1re, Mâcon) et André Jarrot (4e, Chalon-Sud - Montceau-les-Mines), députés sortants. Dans le détail, on compte 2 candidats UDF, 2 RPR et 1 CNIP. Par ailleurs, un candidat divers droite se présente dans la circonscription de Charolles.
Enfin, le Parti socialiste unifié présentent deux candidats sous l'étiquette « Alternative 81 » dans les 1re et 5e circonscription (Chalon-Nord - Louhans), Lutte ouvrière dans les circonscriptions d'Autun - Le Creusot et celle de Chalon-Nord et un divers gauche, Raymond Marti, est candidat dans la 5e circonscription.

## Résultats

### Résultats à l'échelle du département
| Parti          | Parti                                       | Premier tour | Premier tour | Second tour | Second tour | Sièges |
| Parti          | Parti                                       | Voix         | %            | Voix        | %           | Sièges |
| -------------- | ------------------------------------------- | ------------ | ------------ | ----------- | ----------- | ------ |
|                | Parti socialiste                            | 93 431       | 35,47        | 97 717      | 41,87       | 4      |
|                | Parti communiste français                   | 35 307       | 13,40        | Retrait     | Retrait     | 0      |
|                | Mouvement des radicaux de gauche            | 25 953       | 9,85         | 33 609      | 14,40       | 1      |
|                | Majorité présidentielle                     | 154 691      | 58,73        | 131 326     | 56,27       | 5      |
|                |                                             |              |              |             |             |        |
|                | Union pour la démocratie française          | 41 270       | 15,67        | 48 816      | 20,92       | 0      |
|                | Rassemblement pour la République            | 37 819       | 14,36        | 23 848      | 10,22       | 0      |
|                | Centre national des indépendants et paysans | 25 070       | 9,52         | 29 383      | 12,59       | 0      |
|                | Divers droite                               | 1 670        | 0,63         |             |             | 0      |
|                | Union pour la nouvelle majorité             | 105 829      | 40,18        | 102 047     | 43,73       | 0      |
|                |                                             |              |              |             |             |        |
|                | Parti socialiste unifié                     | 1 673        | 0,64         |             |             | 0      |
|                | Lutte ouvrière                              | 986          | 0,37         | 0           |             |        |
|                | Divers gauche                               | 232          | 0,09         | 0           |             |        |
|                |                                             |              |              |             |             |        |
| Inscrits       | Inscrits                                    | 389 151      | 100,00       | 318 759     | 100,00      | 5      |
| Abstentions    | Abstentions                                 | 122 065      | 31,37        | 82 260      | 25,81       |        |
| Votants        | Votants                                     | 267 086      | 68,63        | 236 499     | 74,19       |        |
| Blancs et nuls | Blancs et nuls                              | 3 675        | 1,38         | 3 126       | 1,32        |        |
| Exprimés       | Exprimés                                    | 263 411      | 98,62        | 233 373     | 98,68       |        |

### Résultats par circonscription

#### Première circonscription (Mâcon)
| Candidat       | Candidat                | Parti          | Premier tour | Premier tour | Second tour | Second tour |  |
| Candidat       | Candidat                | Parti          | Voix         | %            | Voix        | %           |  |
| -------------- | ----------------------- | -------------- | ------------ | ------------ | ----------- | ----------- |  |
|                | Philippe Malaud sortant | CNIP (UNM)     | 25 070       | 46,26        | 29 383      | 47,73       |  |
|                | Jean-Pierre Worms élu   | PS             | 21 763       | 40,16        | 32 177      | 52,27       |  |
|                | Maurice Perdrix         | PCF            | 6 141        | 11,33        |             |             |  |
|                | André Comte             | PSU            | 1 215        | 2,24         |             |             |  |
|                |                         |                |              |              |             |             |  |
| Inscrits       | Inscrits                | Inscrits       | 82 552       | 100,00       | 82 547      | 100,00      |  |
| Abstentions    | Abstentions             | Abstentions    | 27 710       | 33,57        | 20 243      | 24,52       |  |
| Votants        | Votants                 | Votants        | 54 842       | 66,43        | 62 304      | 75,48       |  |
| Blancs et nuls | Blancs et nuls          | Blancs et nuls | 653          | 1,19         | 744         | 1,19        |  |
| Exprimés       | Exprimés                | Exprimés       | 54 189       | 98,81        | 61 560      | 98,81       |  |

#### Deuxième circonscription (Charolles)
| Candidat       | Candidat                     | Parti          | Premier tour | Premier tour | Second tour | Second tour |  |
| Candidat       | Candidat                     | Parti          | Voix         | %            | Voix        | %           |  |
| -------------- | ---------------------------- | -------------- | ------------ | ------------ | ----------- | ----------- |  |
|                | Paul Duraffour sortant réélu | MRG (PS)       | 25 953       | 47,04        | 33 609      | 57,26       |  |
|                | Jean-Marc Nesme              | UDF (PR)       | 21 235       | 38,49        | 25 083      | 42,77       |  |
|                | Hubert Louis                 | PCF            | 6 312        | 11,44        |             |             |  |
|                | Claude Bernard               | Divers droite  | 1 670        | 3,03         |             |             |  |
|                |                              |                |              |              |             |             |  |
| Inscrits       | Inscrits                     | Inscrits       | 80 462       | 100,00       | 80 451      | 100,00      |  |
| Abstentions    | Abstentions                  | Abstentions    | 24 574       | 30,54        | 21 078      | 26,2        |  |
| Votants        | Votants                      | Votants        | 55 888       | 69,46        | 59 373      | 73,8        |  |
| Blancs et nuls | Blancs et nuls               | Blancs et nuls | 718          | 1,28         | 681         | 1,15        |  |
| Exprimés       | Exprimés                     | Exprimés       | 55 170       | 98,72        | 58 692      | 98,85       |  |

#### Troisième circonscription (Autun - Le Creusot)
|                | André Billardon sortant réélu | PS             | 25 871 | 51,88  |  |  |  |
|                | Gérard Laurent                | RPR (UNM)      | 17 479 | 35,05  |  |  |  |
|                | Robert Lescure                | PCF            | 5 844  | 11,72  |  |  |  |
|                | Édouard Silberstein           | LO             | 672    | 1,35   |  |  |  |
|                |                               |                |        |        |  |  |  |
| Inscrits       | Inscrits                      | Inscrits       | 70 368 | 100,00 |  |  |  |
| Abstentions    | Abstentions                   | Abstentions    | 19 649 | 27,92  |  |  |  |
| Votants        | Votants                       | Votants        | 50 719 | 72,08  |  |  |  |
| Blancs et nuls | Blancs et nuls                | Blancs et nuls | 853    | 1,68   |  |  |  |
| Exprimés       | Exprimés                      | Exprimés       | 49 866 | 98,32  |  |  |  |

#### Quatrième circonscription (Chalon-Sud - Montceau-les-Mines)
| Candidat       | Candidat             | Parti          | Premier tour | Premier tour | Second tour | Second tour |  |
| Candidat       | Candidat             | Parti          | Voix         | %            | Voix        | %           |  |
| -------------- | -------------------- | -------------- | ------------ | ------------ | ----------- | ----------- |  |
|                | André Lotte élu      | PS             | 20 900       | 40,18        | 31 793      | 57,14       |  |
|                | André Jarrot sortant | RPR (UNM)      | 20 340       | 39,11        | 23 848      | 42,86       |  |
|                | André Faivre         | PCF            | 10 770       | 20,71        | Retrait     | Retrait     |  |
|                |                      |                |              |              |             |             |  |
| Inscrits       | Inscrits             | Inscrits       | 74 903       | 100,00       | 74 895      | 100,00      |  |
| Abstentions    | Abstentions          | Abstentions    | 22 228       | 29,68        | 18 472      | 24,66       |  |
| Votants        | Votants              | Votants        | 52 675       | 70,32        | 56 423      | 75,34       |  |
| Blancs et nuls | Blancs et nuls       | Blancs et nuls | 665          | 1,26         | 782         | 1,39        |  |
| Exprimés       | Exprimés             | Exprimés       | 52 010       | 98,74        | 55 641      | 98,61       |  |

#### Cinquième circonscription (Chalon-Nord - Louhans)
| Candidat       | Candidat                  | Parti          | Premier tour | Premier tour | Second tour | Second tour |  |
| Candidat       | Candidat                  | Parti          | Voix         | %            | Voix        | %           |  |
| -------------- | ------------------------- | -------------- | ------------ | ------------ | ----------- | ----------- |  |
|                | Pierre Joxe sortant réélu | PS             | 24 897       | 47,72        | 33 747      | 58,71       |  |
|                | René Beaumont             | UDF (PR)       | 20 035       | 38,40        | 23 733      | 41,29       |  |
|                | Marcel Bossu              | PCF            | 6 240        | 11,96        |             |             |  |
|                | Gilbert Fournier          | PSU            | 458          | 0,88         |             |             |  |
|                | Pierre Zankoc             | LO             | 314          | 0,60         |             |             |  |
|                | Raymond Marti             | Divers gauche  | 232          | 0,44         |             |             |  |
|                |                           |                |              |              |             |             |  |
| Inscrits       | Inscrits                  | Inscrits       | 80 866       | 100,00       | 80 866      | 100,00      |  |
| Abstentions    | Abstentions               | Abstentions    | 27 904       | 34,51        | 22 467      | 27,78       |  |
| Votants        | Votants                   | Votants        | 52 962       | 65,49        | 58 399      | 72,22       |  |
| Blancs et nuls | Blancs et nuls            | Blancs et nuls | 786          | 1,48         | 919         | 1,57        |  |
| Exprimés       | Exprimés                  | Exprimés       | 52 176       | 98,52        | 57 480      | 98,43       |  |